# Pusselbitar
Pusselbitar, svensk miniserie producerad av Sveriges Television med premiär 5 november 2001. Manus av Pernilla Oljelund.
Serien handlar om cykelbudet Joel som hittar kärleken i form av Marika. Hon jobbar tillfälligt åt ett bemanningsföretag på ett kontor och när Joel har repat mod att bjuda ut henne finns hon inte kvar där längre. Hans föräldrar Björn och Marianne skall skiljas efter att Björn har börjat vänstra med en elev på trafikskolan, där han är lärare. Marianne är förkrossad till en början men tröstas av Björns bror Hans, och han tröstar henne så bra att hon förälskar sig i honom.

## Rollista
- Erik Johansson - Joel Hallberg
- Noomi Rapace - Marika Nilsson
- Lennart Jähkel - Björn
- Catherine Hansson - Marianne
- Suzanne Ernrup - Tina
- Stefan Sauk - Hans
- Ivan Mathias Petersson - Pierre Bouveng
- Lena Strömberg - Gabi
- Monica Nielsen - Maud Forsberg
- Anders Nyström - Tage
- Kirsti Torhaug - Cathrine Gramer
- Christer Fant - Glenn
- Oliver Loftéen - Isak
- David Boati - Sudden
- Pontus Gårdinger - pappa på BB
- Erik Ljung - Johan